# Железнодорожный транспорт в Донецкой Народной Республике
На момент основания Донецкой Народной Республики в границах Донецкой области Украины и провозглашения независимости ДНР (апрель — май 2014 года) на этой территории существовала разветвлённая железнодорожная сеть, относящаяся к Донецкой железной дороге — подразделению Украинской железной дороги. Имелись сопряжения с соседними регионами Украины — Запорожской, Днепропетровской, Харьковской и Луганской областями, а также с Ростовской областью России. Через Мариупольский морской торговый порт имелся выход к Азовскому морю.
В результате начавшихся в апреле 2014 года боевых действий между силами непризнанных Донецкой Народной Республики и провозглашённой в границах Луганской области Луганской Народной Республики с одной стороны и Украины с другой стороны железнодорожные связи с контролируемыми Украиной территориями были нарушены, железнодорожная инфраструктура на подконтрольной ДНР территории пострадала в результате боевых действий.
Начиная с 2015 года, когда было согласовано Второе минское соглашение, линия соприкосновения противоборствующих сторон относительно стабилизировалась. ДНР и Украина организовали транспортные связи на подконтрольным соответствующим вооружённым силам частям Донецкой области.
В ДНР было образовано государственное унитарное предприятие Донецкой Народной Республики «Донецкая железная дорога» (ГУП ДНР «Донецкая железная дорога»).
Организовано движение поездов по маршрутам Ясиноватая — Луганск (территория, подконтрольная ЛНР — Луганская железная дорога) и Ясиноватая — Успенская (Россия — Северо-Кавказская железная дорога) и движение пригородных поездов между вокзалами Ясиноватая, Иловайск, Дебальцево, Макеевка-Пассажирская, Криничная, Харцызск, Горловка, Никитовка, Енакиево, Углегорск, Торез, Донецк-2, Мушкетово.
25 июля 2019 года был создан трансграничный концерн «Железные дороги Донбасса», включающий ГУП ДНР «Донецкая железная дорога» и государственное унитарное предприятие Луганской Народной Республики «Луганская железная дорога» (ГУП ЛНР «Луганская железная дорога»).
По состоянию на февраль 2022 года железнодорожная сеть ДНР фактически имела с иными железными дорогами стыки по следующим линиям:
- Доля — Волноваха (с территорией, подконтрольной Украине; участок Еленовка — Южнодонбасская проходит через линию боевого соприкосновения, не эксплуатируется)
- Рутченково — Цукуриха (с территорией, подконтрольной Украине; участок Рутченково — Красногоровка проходит через линию боевого соприкосновения, не эксплуатируется)
- Ясиноватая — Авдеевка и Донецк — Авдеевка (с территорией, подконтрольной Украине; не эксплуатируются, равно как из участок Донецк — Ясиноватая)
- Ясиноватая-Западная — Константиновка (с территорией, подконтрольной Украине; участок Ясиноватая-Западная — Верхнеторецкое проходит через линию боевого соприкосновения, не эксплуатируется)
- Никитовка — Шевченко (с территорией, подконтрольной Украине; участок Никитовка — Майорская проходит через линию боевого соприкосновения, не эксплуатируется)
- Дебальцево — Кипучая (с Луганской железной дорогой)
- Дебальцево — Чернухино (с Луганской железной дорогой)
- Кутейниково — Успенская (с Северо-Кавказской железной дорогой)

Начиная с 19 февраля 2022 года железнодорожный транспорт был задействован при эвакуации жителей ДНР в Россию со станции Ясиноватая.